# Y世代
Y世代（英語：Generation Y），又稱千禧世代（Millennials），一般是指在1980年代和1990年代出生的人，源自美國文化對特定世代所習慣稱呼的名稱。在美國針對世代的話題與研究當中，目前討論最多的是X世代，而因為數學代數的習慣，Y世代即是接在X世代之後的世代。

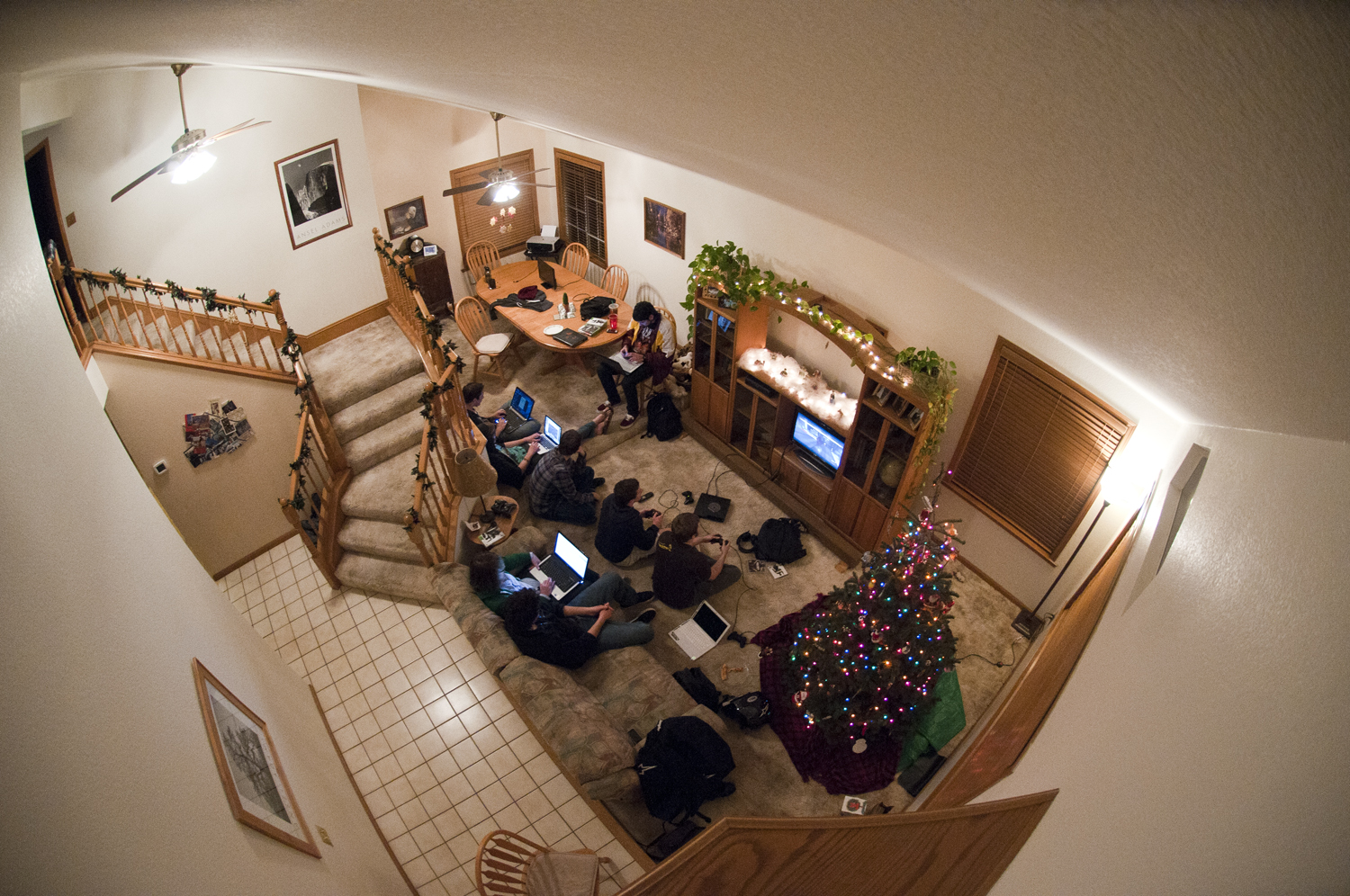
一群Y世代人類在利用電腦遊玩

在Y世代的範圍中，有時有幾個同義字也描述這個時期的世代特色，包括：網際世代、N世代（The Net Generation）、千禧世代（Millennials）、回聲潮世代（Echo Boomers；二戰後嬰兒潮的下一代）。由於20世紀的世界、環境、科技、政治、經濟等快速變遷而引人重視，Y世代這個名詞也被美國人公認為是在20世紀的最後一個世代，在這個世代誕生成長，進入青年期後，就來到了21世紀，同時美國另一個廣義的Y世代，指稱對象涵蓋了在2010年左右以屆滿15歲到25歲的孩童、青少年、青年，也就是西方世界通稱的“青少年族群”。
由於世代的年齡和族群定義不是透過正式官方過程來進行的，而是由人口學家、新聞媒體、暢銷作家、書籍、大眾文化行銷、市場研究人員來主導，所以目前並沒有精確的Y世代構成定義。但在許多不同小組討論議題中，Y世代的相同範圍多介於1980年代、1990年代之間。另外也有一個議題，引起了許多辨證、討論，就是Y世代缺乏了明顯的結束點。學者以嬰兒潮世代為比較，在嬰兒潮世代當中，第二次世界大戰是明確的結束點。目前Y世代的定義變得逐漸清晰，適用於1981年至1996年間出生的人。

## Y世代的命名與爭議
Y世代（常簡寫為Gen Y）本身的爭議性可說比X世代要大得多，原因是它企圖借用了X世代的定義方式來解說其特色，但X世代本身就有相當多爭議還未獲得共識。當初Y世代的命名是為了方便敘述某時期中的某群人有相同的社會、政治和文化經驗，於是創造出Y世代這個名詞，來方便敘述。
Y世代的Y字在時間軸上暗示了它是接在X世代之後的，而回聲潮世代，則隱喻了它與嬰兒潮世代的關係。千禧世代和網際世代則企圖點亮Y世代最重要的兩個特色（千禧年和網際網路）。這四個世代名稱，以強烈的關鍵字和文化趨勢將一群在特定時期出生的美國青年人描出鮮明的草圖。因此時間究竟是西元哪一年到哪一年，就不是那麼必要了。
從威廉·史特勞斯與尼爾·郝伊的書《世代：1584年到2069年的美國未來歷史》（Generations: The History of America's Future, 1584 to 2069）、使用了不同名詞（Y世代與千禧世代）來描述這個特定的美國世代，因此兩方引起了相當大的爭辯。Y世代在名稱上具有緊密從X世代接續的意涵；而千禧世代則明確的給出了特色和結束點。於是兩位作者引用美國人口統計學的歷史與大量研究，又推出了《千禧風雲（意為千禧世代的堀起）》（Millennials Rising）這本新書。
在《世代》這本書中，郝伊和史特勞斯將Y世代的誕生時期定義為1982年到2000年，並以2000年時畢業的18歲高中生為主角。原因是這一屆畢業的高中生，在成長時期，受到許多媒體關注他們的就業、生活、消費、政治與社會觀點等。這一點提供了他們之前與之後出生族群對比。
1993年是Y世代這個名詞第一次出現的年份，最先採用Y世代說法的是廣告雜誌（Ad Age）的編輯，在1993年8月份廣告雜誌提到Y世代時，介定此世代為1974年到1980年出生的美國人。
企業策略家與心理學家唐·泰普史考特在他的書《N世代：主導21世紀數位生活的新新族群》（Growing Up Digital: The Rise of the Net Generation）裡，第一次使用了網際世代這個名詞，其名稱意義為，在數位時代成長和以網際網路為生活重心的世代。

## Y世代人口統計的特徵

### 早期或「冷靜」的Y世代

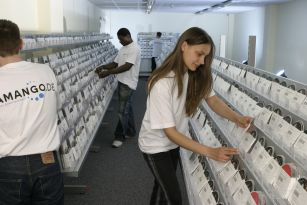
Y世代在DVD店打工

由於多數的Y世代期限都在20年以上，不論年代究竟在西元幾年到幾年之間，最大範圍的Y世代共識，落在1980年代和1990年代出生之間。
社會學學者們以此時段，企圖找出早期的Y世代有什麼特色，他們是否帶有一些X世代的色彩，他們和中期的Y世代又有什麼不同？
早期或「冷靜」的Y世代時期，就是X世代結束後的1982年到1985年間，這個世代有時也被稱為「為什麼」世代（Generation Why），不過關於X世代是否公認在1981年就結束了，學者仍抱持不同看法，另有一批學者認為，X世代在1976年就算是結束了，這之間與早期的Y世代就可能有些模糊的重疊。學者將X世代與Y世代的分嶺原因歸因為，科技和社會法則轉變，還有全球政治議題的變化。最後學者獲得的論點是，早期的Y世代相對地是比較冷靜的，在柏林圍牆和冷戰結束之後，他們是最後一個記憶裡曾有冷戰歷史的世代，他們獲得的是戰爭已經結束的社會經驗。
對早期的Y世代來說，他們正好處於一個科技「起飛」的年頭，因此對他們來說，新科技總是在「那邊」等待著他們，許多早期的Y世代都是技術或專業領域的佼佼者。尽管學者對他們所擅長的領域究竟是專一的還是混合的，時有爭論，但早期的Y世代在於面對新科技的態度是易於接受的。
Y世代愛旅遊、愛轉工、愛虛擬、愛手機...對工作的態度大多是自我、講求靈活、不計回報(部份人)只問快樂。簡言之，他們是「為生活才工作」。
根據以往研究，購房需求受諸多因素驅動，例如：利率、移民、房屋市場之投資價值。Y世代認為負擔能力為最重要因素，X世代則認為價格才是首要因素。Y世代較着重政府相關政策幫助，X世代更着重生活品質。

#### MTV世代
就大眾文化的角度來看，X世代與早期的Y世代中，混合出一種被稱為MTV世代的族群，他們帶有冷戰時期的記憶，對蘇聯的政治、柏林圍牆都還有記憶。這一點與後期絕大部份的Y世代都相當不同。這之中有些人變成了Y世代的核心代表，他們具有像是1993年數位革命推手的美譽，也了解舊有技術到今日科技的轉變（如VHS錄影帶）。

#### 9月11日的轉移
某些學者和期刊鎖定了2001年的9月11日為Y世代的結束點。這一天是美國世貿雙子星大樓遭受恐怖份子攻擊的日子。所以那些在2001年9月11日出生之後的，就不再屬於Y世代的一份子，而被學者視為Z世代，這樣子的年份限定僅管是寬鬆而且概括的，但這一天出生之後的族群，很明顯的對恐怖份子、網際網路或個人電腦，都沒有參與其中的歷史，是一個嶄新的世代。

### 協助定義Y世代的重要關鍵
當一個世代要被檢測、分類和研究時，人口學家多依賴全國性的重要事件來標定。形成一個世代的因素有童年的經驗，青少年時的行為，成年後的觀點等，各個世代在這些行為上都不相同，但多數會反對上一世代的觀點。其中最著名的是在二次世界大戰之後因巨大消沉而形成的G.I. Generation。經常被翻譯為「最偉大的世代」或「偉大的新世紀世代」（Greatest Generation）。
另一個著名的例子則是嬰兒潮世代的關鍵事件，也就是第一次登陸月球、刺殺甘迺迪事件和1960年代的社會革命。
下列幾個歷史事件是學者經常拿來定義Y世代的關鍵：
- 挑戰者號太空梭爆炸事件，1986年1月28日，這個事件是分離X世代與Y世代的主要事件，多數Y世代的成員太小，這個全球性的歷史事件，或是他們根本就還沒有出生。
- 蘇聯解體、第一次波斯灣戰爭。這是屬於Y世代中期的重要全國性事件。多數Y世代記不得這個事件。
- 在1996年到2001年間，個人電腦和網際網路迅速的普及，這也是少部份家庭能負擔得起電腦和網路費的Y世代記憶之一。這部份的Y世代多有在網路事業與電腦科技界成功的案例。
- 911事件也是Y世代的關鍵事件。不少學者認為911事件之後出生的世代，就不能算是Y世代的範圍。而1997年之後出生的孩子，由於在2001年911事件發生時，他們才4歲不到，對此事件印象不深，也不能算做Y世代。其他专家说，Y一代出生的最后一年在1994年结束，而另一代人已经在1995年开始。 换句话说，今天，这些日期可以被视为Y一代的结束和Z一代的开始，但这个论点仍然是正在进行的辩论的主题。
- 阿富汗與伊拉克戰爭，還有美國的反恐戰爭，是Y世代記憶中的戰爭事件關鍵。此事件可等同於GI世代中的第二次世界大戰，或是嬰兒潮世代中的越戰。

## 從人口統計學看Y世代
許多Y世代都是嬰兒潮世代的孩子，而且在人口統計曲線上，Y世代是美國在二次世界大戰之後，既嬰兒潮世代的下一個生育高峰，過去嬰兒生育曲線，在1958年和1968年之間形成很明顯的波峰，持續有11年之久，而Y世代的波峰在1987年到1991年間，持續了約7年。在因此Y世代又別稱為「回聲潮」世代（Echo Boomer）。至於其他少數的Y世代，很明顯的則是X世代的孩子，他們的祖父母可能是GI世代，或是更早的沉默的一代）；這一波回聲潮世代的人數是美國在1990年代的生育高峰；相較起1950年代或1960年代：1990年代新生兒出生成長率提高到3.3%，可說是每兩個世代就以倍數成長中。在1980年代，出生成長率僅有1.9%。近年來成長率則有提高到2.0以上。僅管美國的出生成長率曾輕微的提高到2.0以上，但小家庭還是越來越多，絕大部份的都只有一到兩個孩子。

### Y世代與其他現存世代的關係
| 年代     | 數量      | 占總人口比 % |
| -------- | --------- | ------------ |
| 1950年代 | 4千730萬  | 31.1%        |
| 1960年代 | 6千450萬  | 35.7%        |
| 1970年代 | 6千980萬  | 34.0%        |
| 1980年代 | 6千370萬  | 28.0%        |
| 1990年代 | 6千420萬  | 25.7%        |
| 1998年   | 6千980萬  | 25.9%        |
| 2005年   | ~9千640萬 | ~32%         |

“回声潮世代”（Echo Boomers，即二战后婴儿潮的下一代，指1985年至1995年之间出生的年轻人）还是希望能组织家庭，但在行动方面就抱着一切随缘的态度。
1985 年至 1995 年出生的人是有史以来最独特的一代。原因如下：
他们处于两代人之间：互联网和技术接管之前的一代和之后的一代。
他们的前辈是守旧派，相信努力工作。他们的下一代相信聪明地工作。
他们看到了这一切：广播、电视、马里奥、Waptrick、诺基亚、任天堂 64、三星、iPhone、PS4、磁带、CD、DVD、MIXit、MIG32、Netflix、Snapchat、表情符号和虚拟现实……
他们的前辈可能会被简单的索要金钱和提供爱心的电子邮件所欺骗。他们这一代人知道最好有四封电子邮件：一封用于严肃的事情、社交媒体、金融交易，另一封用于针对您不信任的事情进行实验
他们是了解传统并质疑传统的一代……从中挑选对他们有意义的东西。他们的前辈不知道任何问题。他们的后代不知道任何传统。
他们是工业时代和互联网时代的差距。他们从经验中了解双方。他们应该主宰世界！老人们已经不明白发生了什么事；新人并不完全明白发生了什么。

## 政治
Y世代在政治議題上偏向社會自由主義，比較接受開放的性觀念，例如多數的Y世代支持同性婚姻、娛樂性用藥除罪化等。

## 附註
1. ^  "Scenes from the Culture Clash"  Fast Company January/February 2006, pp 73-77.
2. ^  Generation Y: complex, discerning and suspicious-Carol Nader- The Age- October 9, 2003
3. ^  William Strauss and Neil Howe Generations: The History of America's Future, 1584 to 2069:Perennial; Reprint edition (September 1, 1992)
4. ^  William Strauss and Neil Howe Generations: The History of America's Future, 1584 to 2069:Perennial; Reprint edition (September 1, 1992)
5. ^  "Drug Survey of Students Finds Picture Very Mixed" by KATE ZERNIKE, New York Times, 12/20/05}}
6. ^  Time Magazine, August 1, 2005.
7. ^  The Wall Street Journal, 7/28/05.
8. ^  William Strauss and Neil Howe Generations: The History of America's Future, 1584 to 2069:Perennial; Reprint edition (September 1, 1992)
9. ^  After X Comes Y - echo boom generation enters workforce - Brief Article HR Magazine, April, 2001 by Julie Wallace
10. ^  Brandchannel.com: Dr. Pete Markiewicz: Who's filling Gen Y's shoe's?
11. ^  Millennial Manifesto: Scott Beale and Abeer Aballa-InstantPublisher (November, 2003)
12. ^  CensusScope-Dominate Generations http://www.censusscope.org/us/map_generations.html （页面存档备份，存于）
13. ^  CDC report- Table 1-1. Live Births, Birth Rates, and Fertility Rates, by Race: United States,1909-2000
14. ^ https://web.archive.org/web/20060409093528/http://www.onpoint-marketing.com/generation-x.htm
15. ^ https://web.archive.org/web/20060409093535/http://www.onpoint-marketing.com/generation-y.htm

## 外部連結
- Grayhawk；Yam.com；[ 年輕世代的《青春不快樂物語》]
- Rita Yi Man Li (2015) Generation X and Y’s demand for homeownership in Hong Kong, Pacific Rim Property Research Journal， Volume 21, Issue 1, pp.15-36 ；Pacific Rim Property Research Journal； （页面存档备份，存于）
- Mtctrains.com；2010年的勞工（pdf檔）
- Alf Nucifora；nucifora.com；吸引青少年的趨勢 （页面存档备份，存于）
- Waikato；sustainable.org.nz；[怎麼察覺X世代與Y世代]
- 今日美國報；Y世代今日的工作新態度 （页面存档备份，存于）；2005年11月7日
- Susan M. Heathfield；humanresources.about.com；11個要訣：與千禧世代相處（人力資源指南） （页面存档备份，存于）
- Claire Raines；generationsatwork.com；[管理千禧世代]；2002年
- 60分鐘報導；absnews.com；回聲潮世代 （页面存档备份，存于）；2005年9月4日
- Jim DeRogatis；Salon.com；向Y世代打招呼；2001年9月25日
- Cheryl Wetzstein；華盛頓時報；washtimes.com；Y世代的宗教觀 （页面存档备份，存于）；2005年4月12日
- Michael Stanat；publiclibraries.com；中國的Y世代：未來的超級大國
- Peter West；onlineopinion.com.au；玩事不恭，喜換口味的世代 （页面存档备份，存于）；2005年12月12日